# Cauto Cristo, Cuba
Cauto Cristo là một thành phố trực thuộc tỉnh Granma của Cuba. Thành phố này nằm ở hai bên bờ của sông Cauto, ở khu vực phía tây của tỉnh này, giáp với tỉnh Holguin.

## Dân số
Năm 2004, thành phố Cauto Cristo có dân số 21.159 người. Tổng diện tích là 550 km² (212,4 mi²), với mật độ dân số 38,5người/km² (99,7người/sq mi).